# Dret consuetudinari
El dret consuetudinari, també anomenat usatges, usos o costums, és una font del dret que emana dels usos i costums. Són normes jurídiques que es desprenen de fets que s'han produït repetidament en el temps en un territori concret. Tenen força vinculant i es recorre a aquest dret tradicional quan, per a un cas específic, no hi ha encara cap llei (o norma jurídica escrita) aplicable. Conceptualment és un terme oposat al de dret escrit.

## Requisits
Els orígens del dret consuetudinari s'enterren en els mateixos orígens del que entenem per societat. No obstant això, la doctrina actual ha aconseguit identificar dos elements imprescindibles perquè una conducta es qualifiqui com a costum i tingui efectes jurídics:
- Ús repetitiu i generalitzat. Només es pot considerar usatges, usos o costums un comportament realitzat per tots els membres d'una comunitat. Cal tenir en compte que quan parlem de comunitat, ho fem en el sentit més estricte possible, acceptant la possibilitat de l'existència de comunitats petites. Així mateix, aquesta conducta ha de ser una que es repeteix al llarg del temps, és a dir, que sigui part integrant de l'actuació comuna d'una comunitat. Difícilment es pot considerar costum una conducta que no té antiguitat; una comunitat pot posar-se d'acord a repetir una conducta del dia d'avui endavant, però això no la converteix en usatges, usos o costums, sinó que és una llei.

- Consciència d'obligatorietat. Tots els membres d'una comunitat han de considerar que la conducta comuna a tots ells té una autoritat, de tal manera que no pot obviar-se aquesta conducta sense que tots considerin que s'ha violat un principi que regulava la vida de la comunitat. En aquest sentit, és clar que hi ha conductes l'ús de les quals és generalitzat i molt repetitiu, però que no constitueixen usatges, usos o costums fins que no tenen aparellat el concepte d'obligatorietat. Això diferència al dret (obligatori) de la moral (religió).

Només amb la confluència d'aquests dos elements podem considerar que ens trobem davant d'un usatge, ús o costum com a font de dret, és a dir, font de drets i deures.